# Camí dels Calvaris

El Camí dels Calvaris, respecte del terme d'Abella de la Conca

El Camí dels Calvaris és una pista rural transitable que recorre part dels termes municipals d'Abella de la Conca i d'Isona i Conca Dellà, a la comarca del Pallars Jussà, a l'antic terme de Sant Romà d'Abella.
Arrenca de l'extrem de llevant del raval de Sant Pere Màrtir del poble de Sant Romà d'Abella, al Camí de Sant Romà d'Abella. Des d'aquest lloc s'adreça cap al sud-est, i en arribar a l'extrem occidental del Clot del Corral trenca cap a llevant. A migdia del Corral del Guàrdia travessa el Camí de les Garrigues, just en el lloc on entra en el terme d'Abella de la Conca. Passa pel sud de lo Calvari, on travessa per sota les esteses de cables de transport elèctric que procedeixen de la Torre de Cabdella, i poc després travessa el Camí Vell d'Isona i tot seguit el barranc del Mas de Mitjà. Recorre així l'extrem meridional de los Plans, i té el seu final a la cruïlla de la carretera L-511 amb la Carretera d'Abella de la Conca, al nord-est de Cal Codó.

## Etimologia
Aquest camí rep el nom de Camí dels Calvaris perquè travessa dos indrets anomenats lo Calvari, un a cadascun dels dos termes municipals que trepitja.